# 裂齒蘚
裂齒蘚（学名：Dichodontium pellucidum）为曲尾蘚科裂齒蘚屬下的一个种。